# Елена (фильм, 2011)
«Еле́на» — российская кинодрама о классовом расслоении в современной Москве, премьера которой состоялась на Каннском кинофестивале 2011 года. Режиссёр — Андрей Звягинцев; главные роли исполнили Надежда Маркина, удостоенная за роль премии «Ника», и Андрей Смирнов.
Фильм, который увидели в 45 странах, в том числе в США, Польше и Франции, был положительно воспринят большинством мировых кинокритиков, удостоившись специального приза жюри каннской программы «Особый взгляд». Кроме того, картина была признана лучшей за прошедший год на церемонии вручения премии «Золотой орёл», а работа режиссёра была отмечена и «Никой», и «Золотым орлом». Большой интерес вызвал премьерный показ «Елены» на центральном российском телевидении в ноябре 2011 года (ещё до завершения официального проката).
В декабре 2019 года картина, единственная из России, вошла в список 50 лучших мировых фильмов второго десятилетия XXI века, составленный американским журналом Rolling Stone.

## Сюжет
За два года до событий, изображённых в фильме, пожилой человек по имени Владимир (Андрей Смирнов) оформил брак с Еленой (Надежда Маркина) после почти восьми лет их совместной жизни. Несмотря на длительные отношения, супруги имеют мало общего в образовании и доходе: Владимир — обеспеченный предприниматель, обладатель солидных знакомств и деловых связей. С Еленой, медсестрой с очень скромным доходом, образованием и социальным положением, он познакомился, когда однажды попал в больницу с острым перитонитом. Супруги спят в разных комнатах, практически не имеют общего досуга, большую часть своего времени Елена тратит на обеспечение комфорта мужа… Выясняется, что их сожительство началось с сочетания физического влечения к Елене немолодого, но ещё очень активного Владимира, и его желания иметь в лице человека, который может обеспечить ему бытовые удобства. У обоих есть дети от предыдущих браков: у Елены — великовозрастный инфантильный и ни к чему не стремящийся Сергей (Алексей Розин), сталкивающийся с трудностями при содержании своей постоянно растущей семьи, у Владимира — не работающая, беззаботная дочь Екатерина (Елена Лядова). Внуку Елены, Александру (Игорь Огурцов), нужны деньги для оплаты поступления в университет, иначе его заберут в армию. Елена обращается с просьбой о финансовой помощи к мужу. Владимир не хочет помогать Елене в этом — он презирает её сына, который к тому же несколько лет не возвращает ему взятые в долг деньги, и его возмущают попытки жены решать проблемы уже второго поколения «бездельников». Вскоре Владимир попадает с инфарктом в больницу, где его навещает дочь. После разговора с дочерью, всё так же бессмысленно живущей, но близкой отцу по крови, чувству юмора и общим воспоминаниям, он окончательно отказывает Елене в просьбе и принимает решение: всё его состояние после смерти отойдёт Екатерине, а вдова (Елена) получит лишь хорошую пожизненную ренту.
Елена решается на убийство: она подсыпает Владимиру в напиток истолченную «Виагру», которую нельзя употреблять в постинфарктный период и, дождавшись его смерти, сжигает черновики завещания, которое он так и не оформил. За отсутствием документально оформленной воли покойного его наследство делится пополам между супругой Еленой и дочерью Екатериной. Кроме того, Елена забирает деньги из сейфа, которые Владимир хранил дома. Екатерина подозревает Елену в завладении деньгами, но у неё нет доказательств. Оснований для возбуждения уголовного дела также не имеется: для всех очевидно, что даже Елена не знала о том, что Владимир употреблял «Виагру» для поддержания «мужской силы». Елена отвозит деньги семье сына и тем самым избавляет внука от «священного долга». Однако будущий студент, «отмазанный» от армии, равнодушен к своей судьбе: уже в следующих кадрах он легко ввязывается в массовую драку с подростками. В финале зритель видит, как в дорогой квартире Владимира, в которой он жил с Еленой, по-хозяйски располагается семья её сына.

## В ролях
| Актёр             | Роль                           |
| ----------------- | ------------------------------ |
| Надежда Маркина   | Елена                          |
| Андрей Смирнов    | Владимир                       |
| Елена Лядова      | Екатерина дочь Владимира       |
| Алексей Розин     | Сергей сын Елены               |
| Евгения Конушкина | Татьяна жена Сергея            |
| Игорь Огурцов     | Александр сын Сергея и Татьяны |

## Создание

### Замысел и написание сценария
Первые мысли о создании подобного фильма появились у Звягинцева в феврале 2009 года, когда британский продюсер Оливер Данги, с которым они вместе работали на съёмочной площадке ленты «Нью-Йорк, я люблю тебя», подал идею о создании проекта, режиссёрами которого станут четыре человека из Северной Америки, Южной Америки, Европы и Азии. Тема должна была быть одной: Апокалипсис. Данги предлагал трактовать это широко: от «Жертвоприношения» Тарковского до «Профессии: репортёр» Антониони. Звягинцев созвонился с близким другом, писателем Олегом Негиным, вместе с которым они весь следующий месяц раздумывали о сюжете предстоящей картины. Однажды ночью Негин позвонил Звягинцеву и рассказал историю из своей жизни, которую позже воплотил в сценарий, написанный за 8—10 дней.
После корректировки сценария Звягинцев отправил его Данги, который отреагировал на это так: «Ребята, что же вы делаете? Я вам предлагаю проект на 7—8 миллионов долларов, а вы мне — на 2,5, историю про двух пенсионеров в одном интерьере». Фильм должен был сниматься на английском языке, в США или Англии, рабочее название — «Хелен», мужа главной героини должны были звать Ричард. Из-за абсолютно русского менталитета сценария ленты место действия было решено переместить в Россию. Вскоре после прочтения первых страниц сценария Данги прислал Звягинцеву около 20 страниц с замечаниями. Ознакомившись с ними, режиссёр понял, что эта история затянется надолго, извинился и весной 2009 года покинул проект.
С мая по август того же года Звягинцев искал тех, кто согласился бы финансировать планируемую картину. Тогда же режиссёр познакомился с продюсером Александром Роднянским, который, прочитав сценарий, сообщил о старте съёмок фильма. Весь сентябрь Негин и Звягинцев по 10 часов в день, не выходя из студийного подвала, правили сценарий. Примечательно, что ещё до начала съёмок фильм был удостоен премии за лучшую сценарную разработку на фестивале независимого кино «Сандэнс».
Название фильма было выбрано не сразу, рассматривались всевозможные варианты: от «Нашествия варваров» (по аналогии с одноимённым фильмом Дени Аркана) до «Денег» (так называется последний фильм Брессона).

### Подбор актёров
Роль Елены Звягинцев почти с самого начала планировал дать театральной актрисе Надежде Маркиной, которую в середине 1990-х годов увидел в спектакле Сергея Женовача «Король Лир» в роли Реганы. Несмотря на желание режиссёра взять на роль Маркину, члены съёмочной группы пересмотрели множество актрис, прежде чем Надежда была утверждена на роль. Режиссёр отзывался о ней так:
У неё уникальное сочетание: народный тип и в то же время — удивительное благородство почти аристократического толка. Восхитился редким свойством её натуры. Вот она встанет, раскинет руки — Родина-мать, ударник труда в пуховом платке. Слегка повернётся, в профиль — жена патриция, императрица, редкое благородство. В ней есть объём, многомерность.
— Андрей Звягинцев, 
Звягинцев долго подыскивал актёра и на роль Владимира. Кастинг проходили мужчины 70 лет, однако ни один из них не удовлетворил режиссёра, который находил в их лицах тяжёлую обречённость, хотя нужен был «человек-солнце, сама жизнь». Таким оказался режиссёр Андрей Смирнов, в котором Звягинцев увидел признаки витальности. «Смирнов очень живой, широко образованный человек, умница, легко говорит на французском и английском языках, внутренне пластичен и потому жив и активен. Для меня он был камертоном, он определял градус актёрского существования в кадре, словно бы настраивал своих коллег», — говорил режиссёр. В первый же день съёмок Смирнов устроил скандал по поводу того, что ему не понравилось пальто, в которое был одет его герой. По словам самого актёра, позже они нашли общий язык с художницей по костюмам; это был не скандал, а всего лишь поиск грани дорогих вещей.
Роль Катерины, дочери Владимира, сыграла Елена Лядова, на которую режиссёр не возлагал особых надежд до начала проб. Как только она появилась на съёмочной площадке, Звягинцев сразу же увидел, насколько идеально актриса совпадает со своим персонажем. Позже Лядова признавалась, что работать со Звягинцевым было приятно: «Атмосферу на площадке режиссёр создал хорошую. Андрей Сергеевич выступил как прекрасный партнёр. Сценарист написал отличный диалог. Чудо-оператор всё снял. Что ещё надо? Получилось быстро и легко. Не в муках, нет».

### Съёмки
В октябре 2009 года режиссёр заявил о начале съёмочного процесса, к работе подключились оператор Михаил Кричман и художник-постановщик Андрей Понкратов. Непосредственно съёмки фильма стартовали 9 апреля 2010 года и прошли в Москве:
- Апартаменты бизнесмена Владимира — это Остоженка, Молочный переулок[16], дом 2 (ЖК «Новая Остоженка»).
- Фитнес-клуб Владимира «Enjoy» реален[17] и находится на Дербенёвской набережной, дом 7, к. 6[18].
- После посещения банка Елена едет на маршрутке № 356М (Белорусский вокзал — Базовская улица[19]).
- Далее Елена оказывается около Павелецкого путепровода на Варшавском шоссе. Там мимо неё проезжает трамвай с бортовым номером 4291, принадлежащий Октябрьскому трамвайному депо[20].
- Елена поднимается на Павелецкий путепровод и попадает на платформу ЗИЛ Павелецкого направления, где ожидает электричку в сторону Бирюлёва[18][21].
- Чтобы попасть в жилую часть Западного Бирюлёво, Елена проходит вдоль забора и градирен ТЭЦ-26[18].
- Елена покупает продукты для семьи сына в доме 17, к. 3а, по Востряковскому проезду[18] (в реальности там размещается магазин «Пятёрочка»[22]).
- Двор дома Сергея снят около дома 15, к. 2, по Востряковскому проезду[18]. Примечательно, что в этом же доме проходили съёмки телесериала «Бригада»[23].
- Однако в этом доме нет окон, выходящих на градирни ТЭЦ[18]. Вероятно, квартира сына Сергея снималась в другом доме по Востряковскому проезду[24].

## Премьерные показы
Информация предоставлена веб-сайтом IMDb:
 Франция — 21 мая 2011 (64-й Каннский кинофестиваль)

 Россия — 24 июня 2011 (33-й Московский международный кинофестиваль)

 Франция — 27 августа 2011 (Кинофестиваль в Гинду)

 Канада — 8 сентября 2011 (Кинофестиваль в Торонто)

 Финляндия — 15 сентября 2011 (Кинофестиваль в Хельсинки)

 Россия — 29 сентября 2011 (широкий прокат)

 Бельгия — 17 октября 2011 (Гентский международный кинофестиваль)

 Бразилия — 21 октября 2011 (Международный кинофестиваль в Сан-Паулу)

 Франция — 6 ноября 2011 (Кинофестиваль в Аррасе)

 Греция — 7 ноября 2011 (Международный кинофестиваль в Салониках)

 Мексика — 16 ноября 2011 (Международный кинофестиваль в Мехико)

 Франция — 16 декабря 2011 (Международный кинофестиваль в Лез Арк)

 Венгрия — 22 декабря 2011 (широкий прокат)

 США — 21 января 2012 (Кинофестиваль «Сандэнс»)

 Великобритания — 18 февраля 2012 (Кинофестиваль в Глазго)

 Франция — 7 марта 2012 (широкий прокат)

 Греция — 8 марта 2012 (широкий прокат)

 Бельгия — 21 марта 2012 (широкий прокат)

 Польша — 23 марта 2012 (широкий прокат)

 Норвегия — 20 апреля 2012 (широкий прокат)

 Швеция — 4 мая 2012 (широкий прокат)

 США — 16 мая 2012 (широкий прокат)

 Австралия — 21 июня 2012 (широкий прокат)

 Колумбия — 7 декабря 2012 (широкий прокат)

## Отзывы и оценки
В российском критическом сообществе фильм «Елена» получил неоднозначные отклики — от восторженных до резко негативных. Так, киновед Андрей Плахов назвал «Елену» «одним из важнейших российских фильмов последних лет», отметив, что картина «хорошо сделана» и актуальна по своей социальной проблематике. С другой стороны, кинокритик Михаил Ратгауз обвинил ленту Звягинцева в ходульности и безжизненности, обнаружив в «Елене» «чудовищные штампы из плохой драматургии конца XIX века».
В ограниченный североамериканский прокат фильм вышел в мае 2012 года и удостоился хвалебных отзывов:
- The New York Times в статье, озаглавленной «Беспросветная борьба за существование в московских джунглях», увидела в нарисованном Звягинцевом российском обществе нечто от средневекового феодализма: превыше всего тут узы кровного родства и тяга к стяжательству. Ветеран кинокритики Стивен Холден отмечает «странную безлюдность» фешенебельного района, где живёт Владимир; над ним царит «недобрая тишина», прерываемая карканьем ворон[27].
- «Начиная с образа мёртвой лошади, которую Елена видит из окна поезда, и заканчивая кадром беспризорного ребёнка, заключительные сцены кажутся проекцией её изглоданного виной сознания. Известие жены о беременности, рутинное отключение электричества, проявление немотивированной подростковой жестокости и картина собравшегося у телевизора семейства сами по себе малопримечательны, но в совокупности не могут не внушать тревоги» (Джим Хоберман)[28].
- К мыслям о дарвиновской борьбе за существование и возвращении россиян к феодализму приходит и рецензент нью-йоркской The Village Voice. Отношения Елены и Владимира он описывает как «морганатический брак почти через сто лет после Октябрьской революции». И не случайно фильм начинается и заканчивается тем, что камера завистливо заглядывает внутрь люксовой квартиры Владимира, которая кажется занесённой в постсоветскую Россию откуда-то из благополучной Западной Европы[29].

Некоторые левые критики отмечают, что основной антагонизм в фильме — столкновение интересов производящего пролетариата и паразитирующих слоёв как из буржуазии, так и из городской маргинальной среды. Другие считают, что фильм демонстрирует борьбу бедных и богатых, причём режиссёр занимает сторону богатых, используя средства праволиберальной пропаганды. Момент, когда дом Сергея (где семейство возбуждённо празднует привалившие им деньги после совершённого набожной Еленой убийства) внезапно отключается от электричества и погружается во мрак, отдельными критиками трактовался как религиозная метафора — «Россия отвернулась от Христа, и всюду погас свет».

Газета «Комсомольская правда» включила фильм в свой топ-10 лучших российских фильмов десятилетия 2010-х.

## Награды и номинации
- Приз Sundance/NHK International Filmmakers Award за лучшую сценарную разработку на кинофестивале «Сандэнс» в 2010 году (до начала съёмок)[33].
- Специальный приз жюри конкурсной программы «Особый взгляд» на Каннском фестивале в 2011 году[34][35].
- Гран-При Гентского международного кинофестиваля[36].
- Гран-при фестиваля в Дурбане[36].
- Надежда Маркина, исполнившая роль Елены, наряду с Кирстен Данст, Сесиль де Франс, Тильдой Суинтон и Шарлоттой Генсбур претендовала на премию European Film Awards в номинации «Лучшая актриса»[37].
- Лучший фильм 2011 года по версии национальной премии Гильдии киноведов и кинокритиков России «Белый слон»[38].
- 10 номинаций на премию «Золотой орёл»: лучший фильм (победа), лучшая режиссёрская работа (Андрей Звягинцев; победа), лучшая операторская работа (Михаил Кричман; победа), лучшая женская роль (Надежда Маркина), лучшая женская роль второго плана (Елена Лядова; победа), лучший сценарий (Олег Негин, Андрей Звягинцев), лучшая работа художника-постановщика (Андрей Понкратов), лучшая музыка (Филип Гласс), лучший монтаж (Анна Масс) и лучшая работа звукорежиссёра (Андрей Дергачёв).
- 7 номинаций на премию «Ника»: лучший фильм, лучшая режиссёрская работа (Андрей Звягинцев; победа), лучший сценарий (Олег Негин, Андрей Звягинцев), лучшая операторская работа (Михаил Кричман; победа), лучшая работа звукорежиссёра (Андрей Дергачев, Станислав Кречков), лучшая женская роль (Надежда Маркина; победа), лучшая женская роль второго плана (Елена Лядова; победа).
- Главный приз на IV кинофестивале «Золотой Феникс» (2011)[39]
- Номинация на Азиатско-Тихоокеанскую кинопремию (Asia Pacific Screen Awards) за лучшую режиссёрскую работу[40]. Награда — «Особая похвала жюри» (англ. High Commendation).
- Азиатско-Тихоокеанская кинопремия (Asia Pacific Screen Awards) за лучшую женскую роль — Надежде Маркиной[40].
- Премия КиноСоюза «Элем» за лучший фильм 2011 года[41].